# 桜山神社 (盛岡市)
櫻山神社（さくらやまじんじゃ）は、岩手県盛岡市に鎮座する神社である。

## 歴史
創建から江戸時代後期
江戸時代中期の寛延2年（1749年）、盛岡藩第八代・南部利視により盛岡藩初代・信直の遺徳を偲び、盛岡城内淡路丸に神殿を建立、同年9月26日、その神霊を勧請して「淡路丸大明神」と奉ったのに始まる。
盛岡藩第十一代・利敬が文化9年（1812年）8月13日に「櫻山大明神」と改称。その後、利敬は同15年（1818年）4月に南部家初代・光行を合祀した。
明治時代
盛岡城が明治政府に接収された後、明治4年（1871年）9月、御神体を岩手郡加賀野村妙泉寺山（現・盛岡市）に仮遷座、同10年（1877年）5月20日に盛岡・下北山の聖寿禅寺跡に新社殿を造営し再遷座した。明治14年（1881年）1月、県社に列格。
明治23年（1890年）、旧盛岡城地が南部家に特別縁故によって払い下げられたことを契機に、旧盛岡藩士族また旧盛岡藩領民より、旧城地への遷座の機運が盛り上がり、盛岡城旧三の丸・鳩森下曲輪跡に明治32年（1899年）神社敷地を造成、今日にみられる本殿、拝殿、神門が建てられた。
大正時代~現在
大正元年（1912年）10月に盛岡藩第三代・利直、十一代・利敬の霊を合祀して永く郷土守護の神と崇め奉った。計4柱の南部家の神霊を合祀して現在に至る。

## アクセス
- JR東日本・IGRいわて銀河鉄道盛岡駅より
  - バス利用の場合
    - 盛岡バスセンター方面の路線で約10分、｢県庁・市役所前｣バス停下車。徒歩3分。

  - 徒歩で約20分。